# Aurín
Aurín ist ein spanischer Ort in der Provinz Huesca der Autonomen Gemeinschaft Aragonien. Aurín, im Pyrenäenvorland liegend, gehört zur Gemeinde Sabiñánigo. Der Ort auf 780 Meter Höhe hatte 38 Einwohner im Jahr 2015.

## Geographie
Aurín liegt etwa ein Kilometer nordöstlich von Sabiñánigo am Fluss Aurín.